# Herodium

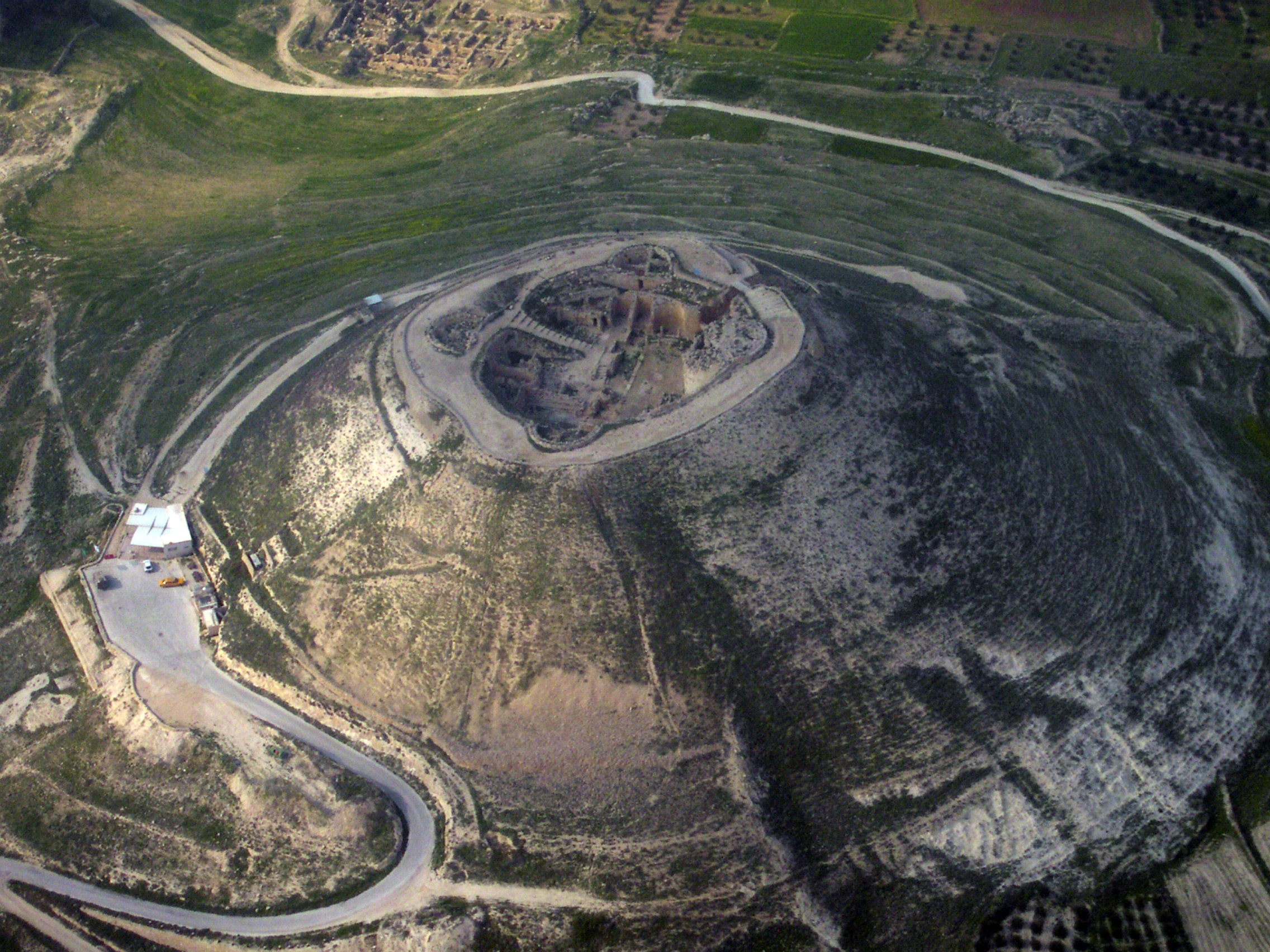
Das Herodium. Luftbild von Südwesten

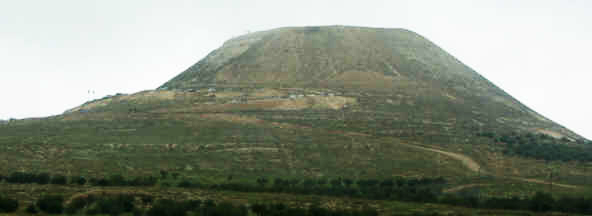
Herodium von Süden gesehen

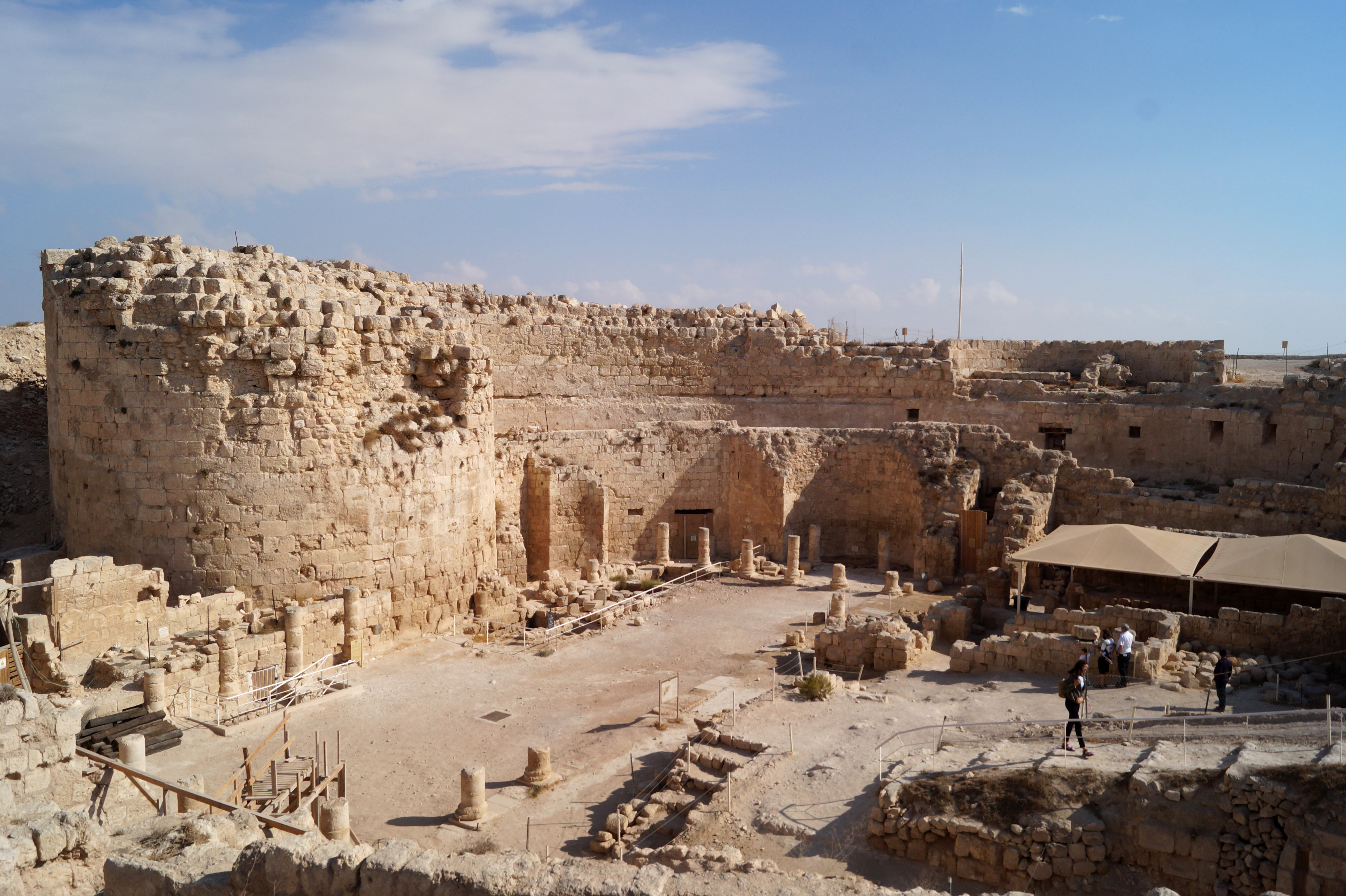
Oberes Herodium

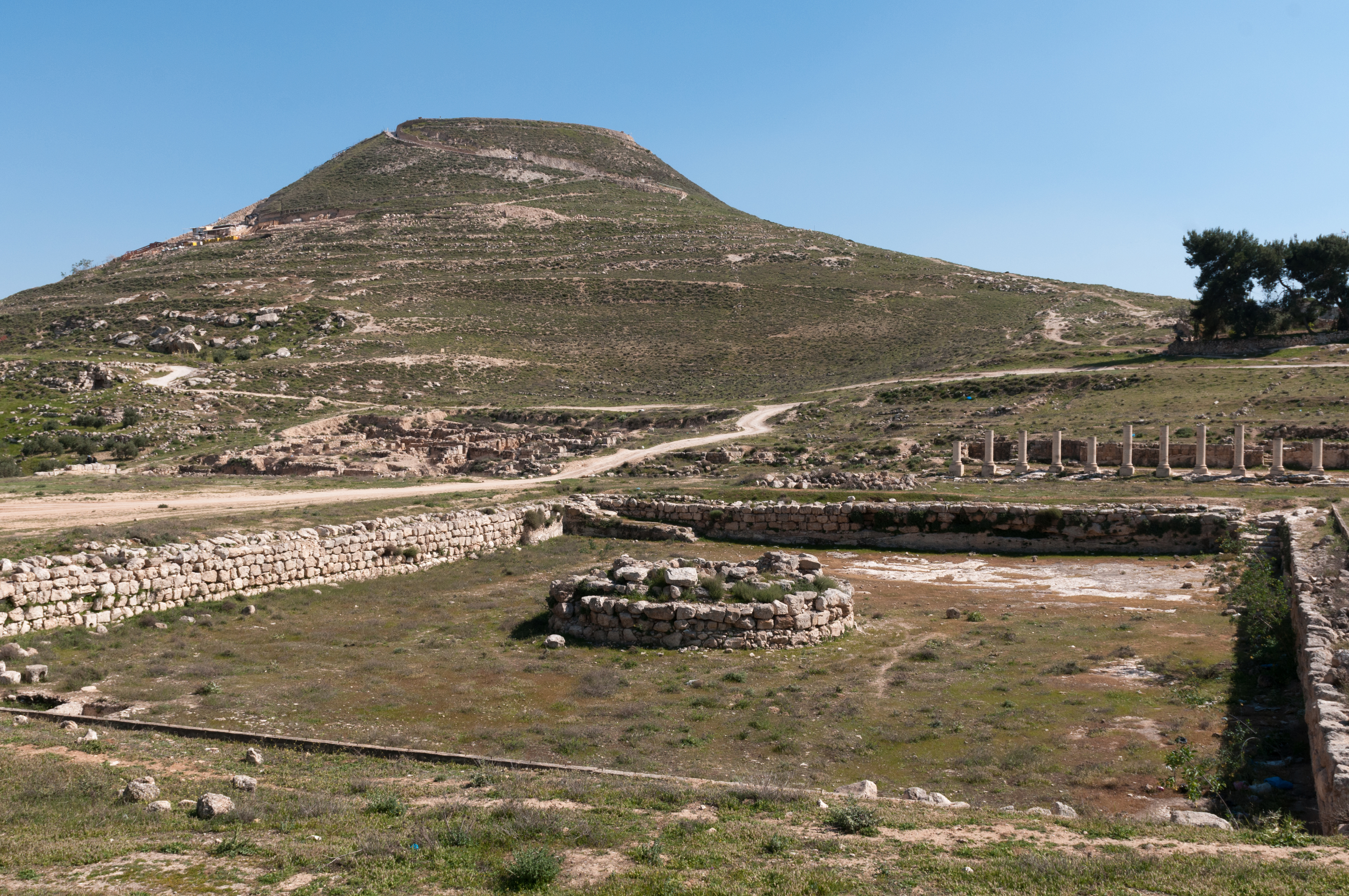
Unteres Herodium im Norden

Das Herodium (lateinisch), Herodeion (altgriechisch Ἡρώδειον), Herodion (hebräisch הרודיון) und Dschabal al-Furaidis arabisch جبل الفريديس (wörtlich: Paradieshügel) ist eine von Herodes dem Großen (74–4 v. Chr.) in der Zeit von 24 bis 12 v. Chr. errichtete Festungs- und Palastanlage, zwölf Kilometer südlich von Jerusalem im heutigen Westjordanland gelegen.
Der heutige hebräische Name Herodion ist eine Transkription des altgriechischen Ortsnamens. Moderne israelische Archäologen gehen davon aus, dass der antike hebräische Ortsname Herodis (hebräisch הרודיס) lautete.

## Bau der Anlage
Der Berg hat die charakteristische Form eines Kegelstumpfes, dessen Durchmesser 63 m beträgt, das obere Plateau liegt auf einer Höhe von 758 m ü. d. M.
Herodes erhöhte dazu einen vorhandenen Hügel des Judäischen Berglands um ca. ein Drittel. Danach überragte dieser die umgebenden Anhöhen deutlich, war von Jerusalem aus gut sichtbar und bot Ausblicke bis nach Bethlehem. Auf dem Gipfelplateau entstand eine stark befestigte Zitadelle, die neben Aufenthaltsräumen unter anderem auch ein Mausoleum umfasste. Am Fuß des Berges ließ Herodes einen weiteren Palast mit zahlreichen Gebäuden, Ställen und Lagerräumen errichten. Hervorzuheben ist ein künstliches Wasserbassin mit Insel. Das Wasser dazu wurde durch einen Kanal aus Jerusalem herangeführt.

## Hintergrund und Zerstörung
Der jüdische Historiker Flavius Josephus berichtet, dass an dieser Stelle Herodes auf der Flucht von den angreifenden Parthern eingeholt wurde, er aber die Parther trotz deren Überzahl schlagen konnte. Josephus ist auch die Quelle für die ausführlichen Berichte und Aufzeichnungen über Herodes’ Begräbnis auf dem Herodium.
Das Herodium wurde im Jahr 71 n. Chr. von einer römischen Legion, der legio X Fretensis unter dem Kommando von Lucilius Bassus, auf ihrem Marsch gegen Masada eingenommen und zerstört.

## Archäologie
Virgilio Corbo OFM führte von 1962 bis 1967 mit Unterstützung des italienischen Außenministeriums eine groß angelegte Ausgrabung durch. Die Überreste des Palastes auf dem Hügel mit vier starken Turmanlagen wurden bei dieser ersten Grabungskampagne freigelegt und illustrieren die Herausforderungen und großen Leistungen Herodes des Großen als Bauherr.
Der Herodion-Hügel und auch die Ausgrabungsstätten unterhalb des Hanges wurden trotz der Lage in den besetzten palästinensischen Gebieten zu einem israelischen Naturreservat erklärt und werden durch die Nationalparkverwaltung in Zusammenarbeit mit der israelischen Militärverwaltung (Civil Administration) verwaltet. Dadurch wird u. a. der Schutz des Gebietes vor Grabräubern und anderen nicht legitimierten archäologischen Unternehmungen erleichtert. 1967 und 1970 unternahm die israelische Nationalparkbehörde Restaurierungsarbeiten. Von 1972 bis 1986 führte Ehud Netzer im Auftrag der Hebräischen Universität archäologische Untersuchungen in der Unterstadt durch. Er kehrte 1997 zurück und führte Ausgrabungskampagnen bis 2000, dann von 2005 bis zu seinem Tod im Jahr 2010 durch.
Ehud Netzer gab im Mai 2007 bekannt, das Grab des Herodes entdeckt zu haben. Netzer, der als Herodes-Experte galt, konnte das Grab nach 35-jähriger Forschungs- und Grabungstätigkeit am Herodium lokalisieren. Er glaubte an die Authentizität des Fundes, auch wenn bisher keine Inschriften gefunden werden konnten, die den Bestatteten eindeutig als Herodes ausweisen. Seit 1972 hatte der israelische Archäologe nach der Ruhestätte des Herodes gesucht. Die Fundstätte soll sich zwischen der Festung und zwei Palästen am Fuße des Hügels befinden. In dem Grab entdeckte Netzer Bruchstücke eines zertrümmerten monumentalen Sarkophags aus Kalkstein.
Im November 2018 wurde bekannt, dass die Inschrift eines bereits Ende der 1960er Jahre gefundenen Ringes entschlüsselt wurde. Diese legt nahe, dass der Ring dem Präfekten Pontius Pilatus gehörte oder von dessen Umfeld genutzt wurde. Neben der Darstellung eines Weingefäßes sei der Name Pilatus in griechischen Buchstaben erkannt worden. Da es sich um einen seltenen Namen handele und kein anderer Pilatus aus dieser Zeit in der Region bekannt sei, schlossen die Forscher, dass es sich um den römischen Präfekten handeln müsse.